# NHK 이와키 지국
NHK 이와키 지국은 후쿠시마현을 방송 대상 지역으로 하는 NHK 후쿠시마 방송국의 지국이다.1988년까지 NHK 이와키 방송국이었다.

## 채널·주파수
- 종합 텔레비전 16ch (방송구역: 이와키시 중심부,이하동일)
- 교육 텔레비전 13ch
- 라디오 제1방송　1341 KHz(1988년까지는 콜사인(JOHQ)이 존재)
- 라디오 제2방송　1539 KHz(1988년까지는 콜사인(JOHZ)이 존재)
- FM방송 86.1MHz